# Mykola Vitaliiovych Lysenko
Mykola Vitaliiovych Lysenko (tiếng Ukraina: Микола Віталійович Лисенко; 22 tháng 3 năm 1842 – 6 tháng 11 năm 1912) là một nhà soạn nhạc, nghệ sĩ piano, nhạc trưởng và nhà âm nhạc dân tộc học người Ukraina vào cuối thời kỳ Lãng mạn. Vào thời của mình, ông là nhân vật trung tâm của nền âm nhạc Ukraina, với một sự nghiệp đồ sộ gồm các vở opera, ca khúc nghệ thuật, tác phẩm hợp xướng, tác phẩm dành cho dàn nhạc và nhạc thính phòng, cùng nhiều bản nhạc piano độc tấu. Ông thường được ghi nhận là người sáng lập ra truyền thống âm nhạc dân tộc trong thời kỳ phục hưng dân tộc Ukraina, theo phong cách của những người đương thời như Grieg ở Na Uy, The Five ở Nga hoặc Smetana và Dvořák ở nơi hiện là Cộng hòa Séc.
Bằng cách nghiên cứu và đúc rút từ âm nhạc dân gian Ukraina, thúc đẩy việc sử dụng tiếng Ukraina và tách mình khỏi văn hóa Nga, các sáng tác của ông hình thành nên những gì mà nhiều người coi là bản chất cốt lõi của âm nhạc Ukraina. Điều này được chứng minh rõ nhất trong vở opera sử thi Taras Bulba của ông từ truyện ngắn cùng tên của Nikolai Gogol, trong đó chính sự hùng vĩ, phức tạp và lời ca bằng tiếng Ukraina của tác phẩm này đã ngăn cản việc dàn dựng nó trong suốt cuộc đời của Lysenko.

## Cuộc đời
Mykola Vitaliyovych Lysenko (phiên âm tiếng Nga là Nikolay Vitalyevich Lysenko), sinh ra ở Hrynky, gần Kremenchugsky Uyezd của tỉnh Poltava (nay là Kremenchuk, tỉnh Poltava, Ukraina) vào ngày 22 tháng 3 năm 1842. Quê hương của ông là một ngôi làng nhỏ gần sông Dnieper, và giữa các thành phố lớn Kyiv và Dnipropetrovsk. Vào thời điểm đó, Ukraina bị chia cắt giữa Đế quốc Nga và Đế quốc Áo-Hung. Gia đình Lysenko giàu có và có học thức; họ là một gia đình quý tộc lâu đời có nguồn gốc người Cossack vào thế kỷ 17.
Lysenko học nhạc từ khi còn nhỏ, ông được mẹ dạy piano đầu tiên. Năm chín tuổi, ông được đưa đến Kyiv để tiếp tục học nhạc tại trường nội trú. Ông học piano với Паночіні Алоїз Йосипович và lý thuyết âm nhạc. Những sáng tác đầu tiên của ông trong thời kỳ này vẫn còn tồn tại, bao gồm cả bản Polka (k. 1851) và Nocturne (1859–1860) cho piano, cũng như một tác phẩm cho dàn nhạc dây, Moldavskaya, Russian Pizzicato (1859–1860). Năm 1860, Lysenko theo học tại trường Trung học Kharkiv, và học ngành khoa học tự nhiên tại trường đại học của thành phố, và sau đó là tại Đại học Kyiv. Sau này ông tiếp tục học nhạc với Dmitriyev, Wilczyk và Wolner, và tốt nghiệp năm 1865 với tấm bằng khoa học tự nhiên. Ông theo đuổi việc nghiên cứu âm nhạc sâu hơn tại Nhạc viện Leipzig, Đức từ năm 1867 đến năm 1869, tại đây các giáo viên chính của ông gồm có Carl Reinecke dạy piano và Ernst Richter dạy sáng tác và lý thuyết.

## Âm nhạc
Là một nhà soạn nhạc, nghệ sĩ piano, nhạc trưởng và nhà âm nhạc dân tộc học, Lysenko là nhân vật trung tâm của nền âm nhạc Ukraina thời bấy giờ. Ông là một nhà soạn nhạc năng suất, sáng tác nhiều bản nhạc piano, hơn một trăm bài hát nghệ thuật, vở opera, nhạc giao hưởng, nhạc thính phòng và hợp xướng.

### Vở opera
Lysenko đã viết một số tác phẩm opera, bao gồm vở opera cổ điển Ukraina Natalka Poltavka, Utoplena (The Drowned Maiden, theo tác phẩm May Night của Gogol) và Taras Bulba, Nocturne, và hai vở opera dành cho trẻ em —Koza-dereza và Mr. Kotsky.

### Bài hát nghệ thuật
Trong số những đồng nghiệp người Ukraina của mình, Lysenko là nhà soạn nhạc tận tụy nhất với các bài hát nghệ thuật (tiếng Ukraina: lirychni pisni). Các tác phẩm của ông trong thể loại này có số lượng là 133 và "kể lại một câu chuyện đầy tính mô tả và nồng nhiệt về cuộc sống ở châu Âu vào thế kỷ 19 và đầu thế kỷ 20". Những bài hát này thường được sáng tác liền mạch và chú ý đến từng chi tiết. Các bài hát của ông thuộc nhiều chủ đề khác nhau, được nhà âm nhạc học Dagmara Turchyn mô tả là "một [phạm vi] vô cùng rộng lớn—những độc thoại kịch đầy đam mê và những bài thơ ai điếu trầm ngâm, những tuyên bố triết học sâu sắc và những cảnh dân gian đầy màu sắc, những bản serenade trữ tình và những bài hát tình yêu say đắm, một bản valse buồn và một bản duma hùng tráng, một bản ballad lãng mạn dài và một bài thơ giao hưởng".
Lysenko đã phổ nhạc cho nhiều bài thơ của nhiều thi sĩ, đặc biệt là những nhà thơ hiện đại Ukraina, đây là cách mà ông thấy là tốt nhất để thể hiện niềm tin yêu nước và chính trị của mình. Những thi sĩ này bao gồm Ivan Franko, Yevhen Hrebinka, Oleksandr Oles, Руданський Степан Васильович, Shchegolev, Staryts′ky và Lesya Ukrainka, nhưng cũng có những người khác như Heinrich Heine, Adam Mickiewicz và Semyon Nadson. Ông đặc biệt tôn sùng Taras Shevchenko và đã tập hợp 82 văn bản từ tập thơ Kobzar của nhà thơ. Ở Ukraina, người ta thường so sánh Lysenko và Shevchenko, cả hai đều là những người mà nhiều người Ukraina coi là bản chất của nền văn hóa và bản sắc của họ.

### Tác phẩm dân tộc âm nhạc học
Lysenko đã thực hiện những nghiên cứu âm nhạc dân tộc học đầu tiên về người hát rong kobzar mù Ostap Veresai được ông xuất bản vào năm 1873 và 1874; chúng vẫn còn được sử dụng để làm dẫn chứng cho đến ngày nay. Lysenko tiếp tục nghiên cứu và phiên âm tiết mục của những người hát rong kobzar khác từ các vùng khác như Opanas Slastion từ Poltava và Pavlo Bratytsia từ Chernihiv. Ông cũng nghiên cứu kỹ lưỡng các nhạc cụ dân gian khác của Ukraina như đàn torban. Bộ sưu tập các bài luận của ông về nhạc cụ dân gian Ukraina đã đưa ông trở thành người sáng lập ra ngành nhạc cụ học Ukraina và là một trong những nhà nghiên cứu nhạc cụ học đầu tiên ở Đế quốc Nga.

## Di sản và ảnh hưởng
Âm nhạc và phong cách dân tộc của ông có ảnh hưởng rất lớn đến các nhà soạn nhạc Ukraina sau này. Các nhà soạn nhạc như Stanyslav Lyudkevych, Alexander Koshetz, Kyrylo Stetsenko, Yakiv Stepovy, và quan trọng nhất là Mykola Leontovych, đã thừa nhận sức ảnh hưởng của ông. Mặc dù có danh tiếng cao ở Ukraina, Lysenko không được biết đến nhiều ở bên ngoài đất nước này.
Từ năm 1950 đến năm 1959, toàn bộ tác phẩm của Lysenko đã được xuất bản tại Kyiv thành 22 tập.
Một nhóm các nhà soạn nhạc và nhạc công người Ukraina, bao gồm Чавдар, Елизавета Ивановна, Ariadna Lysenko (cháu gái của nhà soạn nhạc), Yevhen Rzhanov, Andriy Shtoharenko, Myroslav Skoryk và Yevhen Stankovych đã thành lập Cuộc thi Âm nhạc Quốc tế Mykola Lysenko vào năm 1962 để vinh danh Lysenko. Ngôi nhà của Lysenko ở Kyiv, nơi ông sống từ năm 1894 đến năm 1912, đã được chuyển đổi thành Bảo tàng Nhà Mykola Lysenko vào năm 1987, một trong nhiều bảo tàng của thành phố dành cho những nhân vật văn hóa quan trọng.

### Trích dẫn
1. 1 2 3 4 5 6 7  Spencer 2001, § para. 1.
2. ↑  Turchyn 2006, § para. 1.
3. ↑  Baley & Hrytsa 2001, §2 "The 19th century".
4. ↑  Taruskin 2002, § para. 3.
5. 1 2 3  Predota 2022, § para. 4.
6. 1 2  Turchyn 2006, § para. 2.
7. ↑  Wytwycky 2010, § para. 2.
8. 1 2 3  Spencer 2001, § "Works".
9. ↑  Wytwycky 2010, § para. 1.
10. ↑  Taruskin 2002, § para. 1.
11. 1 2 3  Ukrainian Art Song Project, § para. 1.
12. ↑  Kryzhanivsky 2022, § Music of Ukraine.
13. ↑  Ukrainian Art Song Project, § para. 1–3.
14. 1 2  Ukrainian Art Song Project, § para. 3.
15. 1 2 3  Turchyn 2006, § para. 9.
16. ↑  Turchyn 2006, § para. 8.
17. ↑  Spencer 2001, § para. 2.
18. ↑  Wytwycky 2010, § para. 5.
19. ↑  Turchyn 2006, § para. 7.
20. ↑  "Competition History". bizcard.com.ua. Ministry of Culture and Tourism of Ukraine. Truy cập ngày 20 tháng 3 năm 2022.
21. ↑  "Музей выдающихся деятелей украинской культуры - Леси Украинки, Михаила Старицкого, Николая Лысенка, Панаса Саксаганского" [Museum of prominent figures of Ukrainian culture - Lesya Ukrainka, Mykhailo Starytsky, Mykola Lysenok, Panas Saksagansky] (bằng tiếng Russian). Первое экскурсионное бюро [The First Excursion Bureau]. Truy cập ngày 20 tháng 3 năm 2022.{{Chú thích web}}:  Quản lý CS1: ngôn ngữ không rõ (liên kết)